# Кувалда (Marvel Comics)
Кувалда (англ. Hammerhead), настоящее имя — Джозеф (англ. Joseph) — суперзлодей комиксов Marvel Comics. Наиболее известен как враг Человека-паука и один из криминальных боссов преступного мира Нью-Йорка. IGN поместил Кувалду на 20-е место среди «злейших врагов Человека-паука».

## История публикаций
Кувалда впервые появился в The Amazing Spider-Man #113 (Октябрь, 1972) и был создан сценаристом Джерри Конвеем и художником Джоном-Ромитой-старшим .
В специальном интервью к Spider-Man and Other Amazing Comics Heroes #3 Джерри Конвей отметил, что при создании этого персонажа он черпал вдохновение от Дика Трейси.

## Биография
Семья Кувалды иммигрировала из Италии в Россию, когда он был ребёнком. Его отец заставлял юного Джозефа говорить только на русском языке, при этом сильно избивая, если у него этого не получалось. О его прежней жизни известно не так много, однако прежде чем он стал злодеем, он был любящим братом.
Всё это время он мечтал стать гангстером. В конечном итоге он был завербован одной гангстерской семьёй в Нью-Йорке, известной как Маджия. Джозеф быстро продвинулся по карьерной лестнице, при этом скрывая своё русское происхождение, поскольку по его же словам, его могли бы «убрать». Его последней проверкой стало убийство собственного отца. При этом Джозеф жестоко избивал его и говорил ему на русском, как сильно он его ненавидит.
Однажды Джозеф был серьёзно ранен. Доктор Джонас Хэрроу, который промышлял незаконными медицинскими экспериментами, подобрал его в одном из переулков Нью-Йорка и заменил повреждённый череп бандита и сделал его твёрдым, как сталь. Кувалда забыл всё, кроме преступного прошлого. Его единственным воспоминанием оставался плакат Аль Капоне. Кувалда решил собрать собственную мафиозную банду в стиле 1930-х годов. Он вырядился в костюм гангстера и решил стать новым криминальным боссом Нью-Йорка.
Кувалда выступал против любого, кто вставал на его пути, в том числе и против Доктора Осьминога, Кингпина и Дона Фортунато из Маджии.
Во время Гражданской войны Уилсон Фиск нанял убийцу, чтобы уничтожить Кувалду, но того спас Мистер Негатив. Он перенёс мозг гангстера в тело робота, и в благодарность тот до сих пор верно служит новому хозяину.

## Силы и способности
Кувалда не обладает никакими сверхчеловеческими способностями, однако в результате хирургической операции его череп был усилен адамантиумом, благодаря чему он стал очень прочным. Таким образом, Кувалда может пробивать такие объекты, как кирпичная стена, при этом не получая никакого урона. Этот металл способен поглотить физическое воздействие, которое могло бы сломать обычные человеческие кости. Кувалда является спортсменом олимпийского уровня. Он является опасным бойцом в области рукопашного боя и его мощнейшим ударом считается удар головой с разбега. Однажды он использовал экзо-скелет, разработанный Тинкерером.
После того, как пуля из адамантиума пробила его адамантиумовый череп, Кувалда был восстановлен Мистером Негативом. В результате новой операции верхняя часть Кувалды стала сверхпрочной, что сделало его фактически киборгом. Несмотря на то, что Мистер Негатив не пропитал скелет Кувалды адамантиумом, как это было с Росомахой и Леди Смертельный Удар, он заменил его на искусственный.
После вмешательства со стороны Мистера Негатива Кувалда начал вести себя как русский бандит и прекратил быть гангстером эпохи Америки 1930-х годов. Он является превосходным криминальным организатором и харизматичным лидером. В бою он, как правило, использует оружие, такое как пистолет-пулемёт Томпсона.

## Альтернативные версии

### House of M
В реальности День М Кувалда является одним из криминальных авторитетов и лидером банды, которая была разбита Люком Кейджем.

### Marvel Zombies
В Marvel Zombies vs. The Army of Darkness Кувалда ненадолго появляется вместе с Филином, чтобы обсудить вспышку зомби-вируса. В конечном итоге он был убит Карателем.

### Ultimate Marvel
Во вселенной Ultimate Marvel Кувалда впервые появляется в Ultimate X-Men, где он выступает как гангстер, который убил родителей маленькой девочки. В скором времени он сталкивается с Гамбитом, который заряжает его череп кинетической энергией, что приводит к взрыву черепа. Стало известно, что его зовут Джозеф.
Кувалда возвращается в комиксе Ultimate Spider-Man, где он планирует прибрать к рукам преступный мир Нью-Йорка и захватить территорию Кингпина. Перед этим он убивает Сильвермейна. После ожесточённого сражения против Человека-Паука, Чёрной кошки, Лунного рыцаря, Железного кулака и Шан-Чи он попал в кому, когда Электра пронзила его грудь саем и выбросила в окно.

### Age of Ultron
В реальности Эра Альтрона, где человеческая раса была почти полностью уничтожена, Кувалда и Филин захватывают Превосходного Человек-паука, надеясь обменять его на Альтрона. На помощь ему приходит Соколиный глаз (Marvel Comics).

### Earth-001
Во время Spider-Verse, реальности Земля-001, Кувалда является одним из членов Гончих Верна.

## Вне комиксов

### Телевидение
- В мультсериале «Человек-Паук» 1981 года Кувалда появляется в эпизоде «Гнев Подводника», где его озвучил Уильям Бойетт. Он наряду с Сильвермейном, Человеком Горой Марко и Цезарем Цицероном встречается с Кингпином во время презентации доктора Эверетта.
- Кувалда, озвученный Ники Блэром[14], появляется в мультсериале «Человек-паук» 1994 года в сериях «Коварная шестёрка» и «Сражение с Коварной шестёркой» в качестве одного из боссов преступного мира и союзника Сильвермейна. Мафиози сходятся во мнении, что Фиск утратил своё влияние, из-за чего они пытаются свергнуть его с криминального правления. В ответ на это Кингпин заявляет, что уничтожит Человека-паука с помощью Коварной шестёрки. Его облик использует Хамелеон, чтобы похитить Сильвермейна. Позднее Кувалда был вновь нанят Сильвермейном, чтобы похитить Плиту времени, однако на пути у него встаёт Человек-Паук. Плиту отправляют на изучение Доктору Курту Коннорсу. Кувалда решает предать Сильвермейна и переходит на должность к Кингпину. Тот отправляет его взять в плен дочь Сильвермейна Алису. Во время обмена Алисы на Ванессу Фиск Кувалда пытается захватить дочь Сильвермейна, но его останавливает Человек-Паук. Сам герой попадает в её ловушку и Алиса улетает с ним на вертолёте. Впоследствии Кувалда проникает в храм, выстроенный Сильвермейном и похищает Плиту времени. Он пытается отдать Плиту Кингпину, но он требует, чтобы он избавился от неё. И Кувалда продаёт Плиту Эдриану Тумсу. В русском переводе мультсериала назван Твёрдым-Лбом.
- Кувалда, озвученный Джоном Ди Маджо[14], появляется в мультсериале «Новые приключения Человека-паука». В русском переводе мультсериала назван Молотоглавом.
- Кувалда появляется в мультсериале «Великий Человек-паук», во вселенной Нуар, где его озвучил Джон Полито[14].
- Кувалда, озвученный Джимом Каммингсом[14], появляется в мультсериале «Человек-паук» 2017 года в нескольких сериях, например в серии: «Чудачка в эфире!» и приказывает Поглотителю достать флэшку в одном из ювелирных магазинов, пока ему не помешали Человек-паук и Чудачка.

### Видеоигры
- Кувалда появляется в игре Spider-Man: The Animated Series 1995 года, разработанной на основе мультсериала 1994 года.
- Кувалда является одним из боссов игры Spider-Man 2: Enter Electro, где его озвучил Ди Брэдли Брейкер[14].
- Кувалда выступает в качестве одного из боссов в игре Spider-Man: Mysterio’s Menace, где является приспешником Мистерио и вступает в конфронтацию с главным героем.
- В игре Spider-Man: Shattered Dimensions Кувалда выступает в качестве антагониста Нуарного Человека-Паука. Самого персонажа вновь озвучил Джон Ди Маджо[14].
- Кувалда появляется как один из боссов игры Marvel: Avengers Alliance для Facebook.
- Кувалда появляется в мобильной версии игры The Amazing Spider-Man 2, где его озвучил Дэвид Боут[14].
- Кувалда появляется в дополнении для Marvel’s Spider-Man под названием Spider-Man: The City That Never Sleeps. В оригинальной версии был озвучен Китом Сильверштейном[14], в русскоязычной локализации — Юрием Деркачём. Влиятельный и могущественный преступный авторитет, в голове которого после неудачного покушения появилась металлическая пластина. После посадки Уилсона Фиска и Мистера Негатива решает подчинить себе криминальный мир Нью-Йорка, начав борьбу с другими донами криминального семейства Маджия с целью вернуть ей былое величие. Нанимает Чёрную Кошку для кражи 4-х USB-накопителей у семейств Маджии, на которых находится всё их состояние. Когда грабительница решает оставить украденное себе — приказывает убить её, установив взрывчатку в её квартире. После этого организует кражу вооружения ЧВК Sable International, с помощью которого его бандиты начинают полномасштабную войну с Маджией. Был побеждён Человеком-Пауком и убит полицейским офицером Юри Ватанабэ, отомстившей за убитых коллег. Благодаря проекту «Олимп» был воскрешён своими приспешниками и подвергнут киборгизации, но был побеждён объединёнными усилиями Человека-Паука, Чёрной Кошки и Серебряного Соболя.

### Театр
- Кувалда появляется в театральной постановке «Spider-Man: Turn Off the Dark». Он был замечен вместе с Кингпином во время ограбления банка.